# Ясенево (Московская область)
Ясенево — деревня в Клинском районе Московской области, в составе Зубовского сельского поселения. Население — 132 чел. (2010). До 2006 года Ясенево входило в состав Новощаповского сельского округа.
Деревня расположена в вцентральной части района, примерно в 4,5 км к северо-востоку от райцентра Клин, на безымянном левом притоке реки Лютенка (правый приток Сестры), высота центра над уровнем моря 183 м. Ближайшие населённые пункты — Белавино на юго-западе и Новощапово на северо-востоке. Через деревню проходит автодорога А108 Московское большое кольцо.

## Население
| 2002 | 2006 | 2010 |
| ---- | ---- | ---- |
| 116  | ↗119 | ↗132 |